# Lover Man
Lover Man (Oh, Where Can You Be?) (spesso conosciuta anche solo come Lover Man) è uno standard jazz composto da Jimmy Davis, Roger ("Ram") Ramirez, e James Sherman nel 1941.

## Il brano
Si tratta di una malinconica ballata dalla melodia avvolgente che viene spesso associata con la cantante Billie Holiday, per la quale fu scritta, grazie alla versione da lei data del brano che nel 1989 è stata inserita nella Grammy Hall of Fame. La versione della Holiday raggiunse la posizione numero 5 della classifica R&B e la posizione numero 16 nella classifica riservata al pop negli Stati Uniti nel 1945. 
Il brano fu reinterpretato nel 1945 da Dizzy Gillespie, con alla voce Sarah Vaughan e al sax Charlie Parker; lo stesso Parker la reincise in una celebre versione strumentale nel 78 giri Be Bop/Lover Man inciso con l'Howard McGhee Quintet. 

## Versioni
- Billie Holiday nel 78 giri Lover Man (Oh, Where Can You Be?)/That Ole Devil Called Love (del 1945 premiata Grammy Hall of Fame Award 1989)
- Diana Ross (album Lady Sings the Blues, 1972)
- Charlie Parker
- Sonny Stitt
- Jay Jay Johnson
- Sarah Vaughan
- Chris Connor
- Ella Fitzgerald
- Patti Labelle
- Blossom Dearie
- Etta James
- Whitney Houston
- Mietta (album Volano le pagine, 1991)
- Sarah Jane Morris
- Geoff e Maria Muldaur
- Norah Jones
- Barbra Streisand (album Simply Streisand, 1967)
- Dinah Washington
- Aziza Mustafa Zadeh
- Barbara Dickson
- Patty Pravo
- Linda Ronstadt con Nelson Riddle
- Renee Olstead
- Jimmy Somerville
- Sylvester James
- Rossana Casale
- Acker Bilk
- VASSY
- Dee Dee Bridgewater
- Helen Merrill in duetto con Ron Carter**
- Communards
- Bill Evans e Stan Getz
- Art Pepper (alto), 1979[5]*